# Natalia Śniadanko

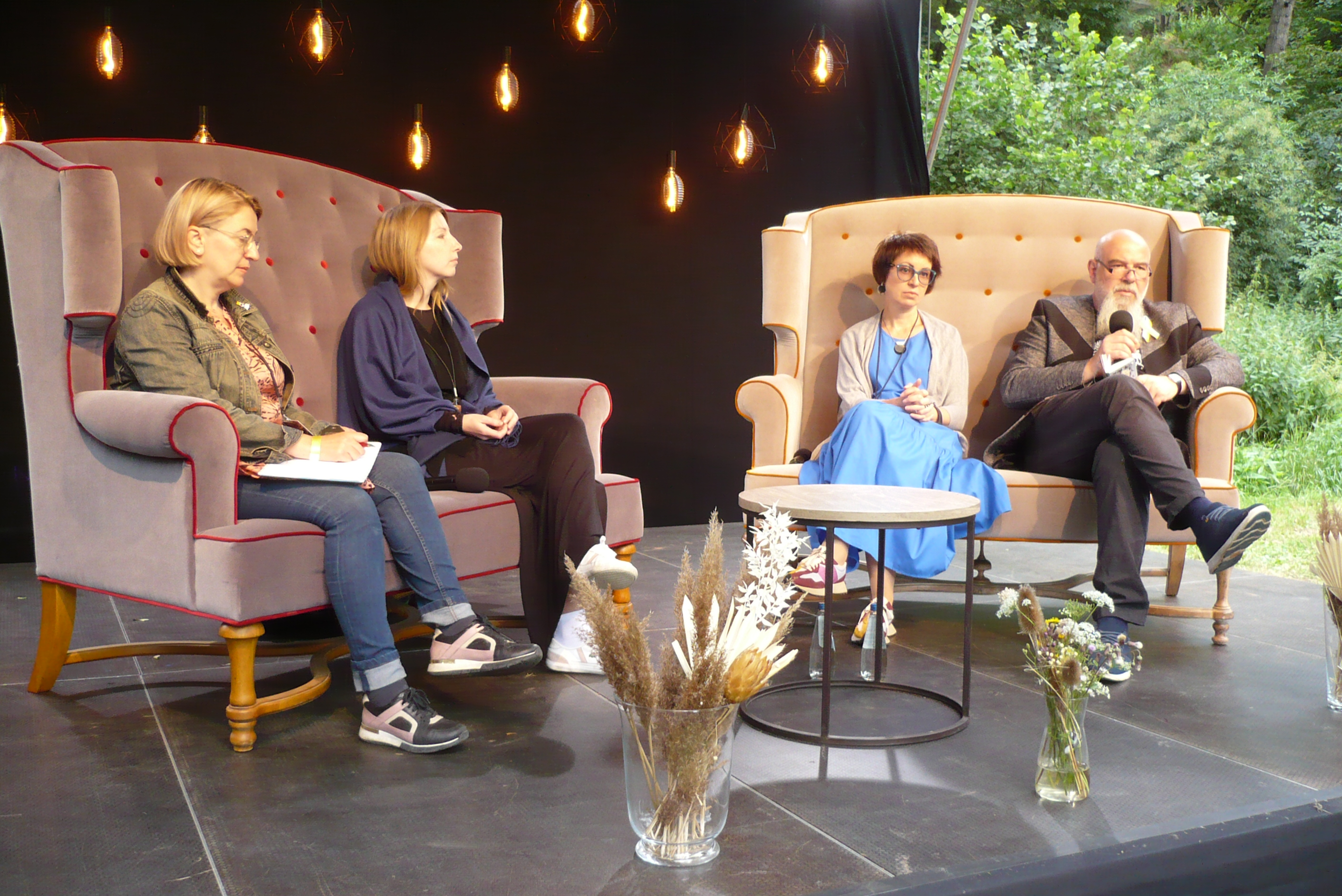
Od prawej: Ireneusz Grin, Natalia Śniadanko, Wiktoria Amelina. VIII Festiwal Góry Literatury (2022)

Natalka Śniadanko, ukr. Наталка Сняданко (ur. 20 maja 1973 we Lwowie) – ukraińska poetka, pisarka, dziennikarka, tłumaczka, członkini Związku Pisarzy Ukraińskich (Асоціаця українських письменників). Należała do grupy literackiej ММЮННА ТУГА. Mieszka we Lwowie.

## Życiorys
Studiowała ukrainistykę na Uniwersytecie Lwowskim. Wraz z m.in. Marianną Kijanowską i Marjaną Sawką współzałożyła grupę literacką ММЮННА ТУГА. W latach 1995–1997 przebywała w Niemczech, we Fryburgu Bryzgowijskim, gdzie studiowała na wydziale romanistyki i slawistyki. Uczestniczyła w wielu programach stypendialnych. W 2003 roku w programie „Gaude Polonia” w Warszawie. W 2005 otrzymała stypendium fundacji „Krzyżowa” oraz niemieckiej fundacji „Stiftung Mercator GmbH”. W 2006 roku była stypendystką Polskiego Instytutu Książki w Krakowie, stypendystką Homines Urbani w Willi Decjusza oraz programu Literackie Kolokwium w Niemczech. W roku 2007 otrzymała stypendium Berlińskiej Akademii Sztuki oraz fundacji Roberta Boscha w Niemczech.
W latach 1997– 2002 była sekretarzem ukraińskiej gazety „Postup” („Поступ”). Pracowała jako sekretarz w lwowskim Ośrodku Badawczym Tradycji Antycznej Europy Centralnej i Wschodniej Uniwersytetu Warszawskiego. Od 2002 roku jest redaktorem działu kulturalnego w „Lwowskiej Gazecie” („Львівська газета”), a od lipca 2010 r. wchodzi w skład ukraińskiej redakcji trójjęzycznego międzynarodowego magazynu literackiego RADAR, wydawanego z inicjatywy wydawanego z inicjatywy Stowarzyszenia Willa Decjusza. Jako dziennikarka publikuje zarówno w ukraińskiej, jak i zagranicznej prasie „Кrytyka” ("Критика"), "Dzerkało tyżnia" ("Дзеркало тижня"), "Ukrajins'kyj tyżden'"("Український тиждень"), „Stolicznyje novosti”, „Gazeta Wyborcza”, „Süddeutsche Zeitung”).
Jest tłumaczką z języka polskiego, niemieckiego i rosyjskiego. Uczestniczyła w wielu translatorskich seminariach: w 2000 roku w VII Konferencji Tłumaczy „Pieśń Słowian Wschodnich” w Gdańsku, w latach 2000 – 2004 w „Translatorium”, w 2005 roku w międzynarodowym seminarium dla tłumaczy „Literarisches Colloquium Berlin” w Berlinie.

## Nagrody
17 grudnia 2011 otrzymała ufundowaną przez Instytut Polski Nagrodę Literacką im. Josepha Conrada-Korzeniowskiego.

## Twórczość
Książki:
- 2024 - Ubywstwa w Burgteatri (Убивства в Бурґтеатрі)
- 2021 - Persze slidstwo imperatryci (Перше слідство імператриці)
- 2017 - Porządne papiery arcyksięcia Wilhelma (oryg. Охайні прописи ерцгерцога Вільгельма) - przekł. na język polski: Bohdan Zadura, wyd. 2022, Warszawa: PIW,
- 2013 – Frau Müller nie zamierza płacić więcej (oryg. Фрау Мюллер не налаштована платити більше) – nominowana w konkursie Książka Roku BBC Ukraina, przekł. na język polski: Bohdan Zadura, wyd. 2019, Lublin: Warsztaty Kultury,
- 2011 – Herbarij kochanciw (Гербарій коханців),
- 2009 – Lubczyk na poddaszu (oryg. Комашина тарзанка) - przekł. na język polski: K. Kaniewska, wyd. 2014, Biuro Literackie,
- 2008 – Krajina połamanych ihraszok ta inszi podorożi (Країна поламаних іграшок та інші подорожі),
- 2007 – Czebrec' u mołoci (Чебрець у молоці)- przekład na rosyjski w 2011 r. w czasopiśmie Nowyj Mir №8"
- 2006 – Ahatanhel (oryg. Синдром стерильності) – książka przetłumaczona na język polski przez R. Rusnak, Wydawnictwo Czarne, wyd. 2008; w języku rosyjskim ukazała się 2007 roku przełożona przez Z. Baboliana i O. Siniuginę; fragmenty tłumaczone również na czeski, ukazały się w czasopiśmie „Ukrajins'kij żurnal” w 2006 roku,
- 2005 – Sezonnyj rozprodaż blondynok (Сезонний розпродаж блондинок),
- 2001 – Kolekcja namiętności (oryg. Колекція пристрастей) – książka przetłumaczona na język polski przez R. Rusnak i K. Kotyńską, ukazała się w 2004 roku nakładem Wydawnictwa Czarne; tłumaczona na język rosyjski, ukazała się w 2005 roku; na język niemiecki przetłumaczona przez A. Lutter w 2007 roku[5]; w języku czeskim w 2011 r.

Utwory literackie w czasopismach i antologiach:
- 2006 – opowiadanie Wyprobuwannia dla wużiw w antologii Neznajoma...[6],
- 2006 – fragment książki Kolekcja namiętności w antologii Koralowyj żmutok kazusiw,
- 2003 – opowiadanie Diłowa istorija w czasopiśmie „Ukrajina mołoda”, nr 5,
- 2003 – opowiadania Ekskursija mistom, Muzycznyj biznesmen w czasopiśmie "Suczasnist'"(„Сучастність”), nr 2,
- 2002 – opowiadanie Hra u stworennia hry [w]: Koroliws'kyj lis. Knyha 2: Al'manach kochannia (Козолівський ліс. Книга 2: Альманах кохання),
- 2000 – opowiadanie Sudidy w almanachu Koroliws'kyj lis,
- 2000 – opowiadanie Ekskursija mistom w czasopiśmie „Czetwer” („Четвер”), nr 9, 10,
- 1995 – wiersze w czasopiśmie "Perewał" („Перевал”),
- 1994 – wiersze w zbiorze utworów laureatów konkursu im. Bohdana Ihora Antonycza "Prywitannia żyttia", gazeta „Literaturnyj Lwiw”,
- 1993 – zbiór wierszy w: Ranok, den' i weczir lwiws'koho awangardu.

Przekłady na język ukraiński:
z języka polskiego:
- Zbigniew Herbert, Arl (w tomie 12 polskych esejiw, 2001),
- Czesław Miłosz, Abecadło (2010),
- Janusz L. Wiśniewski, Kochanka («Коханка»; 2009)
- Jan Brzechwa, Pchła Szachrajka (w przygotowaniu),
- Jarosław Iwaszkiewicz, Sereniè (w przygotowaniu).

z języka niemieckiego:
- Friedrich Dürrenmatt, Grek szuka Greczynki, Kraksa, Sędzia i jego kat, Obietnica (2006),
- Franz Kafka, Zamek (2006),
- Judith Hermann, Nichts als Gespenster (ukr. tyt.: Niczoho, krim pywydiw, 2007),
- Günter Grass, Kot i mysz (2008),
- Herta Müller, Huśtawka oddechu (2011).

Z języka rosyjskiego:
- Andrij Kurkow, Tonkaja matiematika strasti (tyt. ukr.: Тонка математика пристрасті, 2005).

O Kolekcji namiętności:

Kolekcja.. wywołała na Ukrainie wielkie namiętności – takiej pisarki na Ukrainie nie było. Śniadanko pisze z nerwem, nie unikając drażliwych tematów. Tradycjonaliści oskarżają ją o uprawianie pornografii. A tymczasem urok jej książki kryje się w cudownej ironii, błyskotliwym humorze, celnych spostrzeżeniach i lekkim stylu…

Jeden z najciekawszych ukraińskich debiutów prozatorskich ostatniego pięciolecia. Zgrabna ironia w połączeniu z wrażliwością (narratorki? autorki?) – prawdziwa kolekcja, ale – co istotniejsze – namiętności też.